# Locomotiva DB 120
La locomotiva 120 della Deutsche Bundesbahn, ora della Deutsche Bahn, è una serie di locomotive elettriche costruita alla fine degli anni settanta.
Le 120 costituirono il primo esempio al mondo di locomotive ad azionamento trifase costruite in serie, e grazie all'esperienza maturata su di esse si progettarono le locomotive 401, che equipaggiano i treni ad alta velocità ICE 1.